# Palazzo Ximenes da Sangallo
Il palazzo Ximenes-da Sangallo o Panciatichi-Ximenes si trova in Borgo Pinti 68, all'angolo con via Giusti, a Firenze.

## Storia

### I Da Sangallo

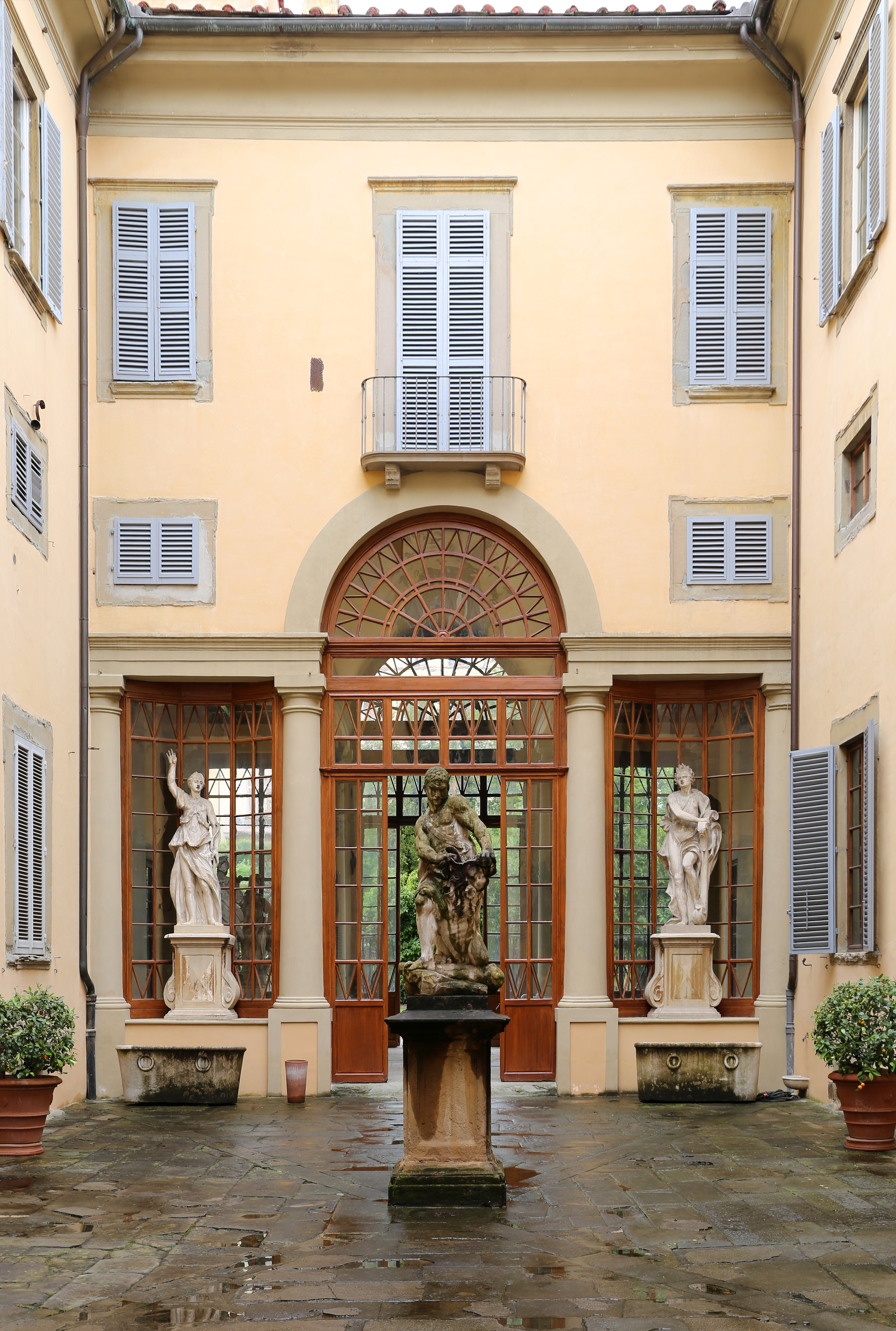
L'attuale cortile

I celebri fratelli Giuliano e Antonio Giamberti, detti poi "da Sangallo", acquistarono un primo pezzo di terra su questa via nel 1490, altri nel 1491 e nel 1497, dai monaci cistercensi dell'attuale Santa Maria Maddalena de' Pazzi, per costruire la loro abitazione, che progettarono essi stessi. Nel catasto del 1498 già figura una casa appartenente a Giuliano. Giorgio Vasari racconta di come in questo palazzo, edificato dal 1498, i due fratelli "condussero in Fiorenza nelle lor case una infinità di cose antiche di marmo bellissime...", facendo del palazzo una sorta di museo personale, pari a quelli dei potenti signori che servirono nella loro vita; vi figuravano statue antiche e moderne e dipinti di celebri artisti quali Sandro Botticelli e Antonio del Pollaiolo. L'edificio originario aveva una base pressoché quadrata, con un ampio orto annesso, lungo circa il doppio di quello attuale.
La zona dopotutto era nel Cinquecento abitata da molti artisti, per la sua vicinanza con l'Accademia delle arti del disegno, che allora si riuniva nella basilica della Santissima Annunziata presso la cappella di San Luca. Vi vissero Pontormo (in via della Colonna), Perugino (in Borgo Pinti), Andrea del Sarto (in via Giusti), il Cellini (ina via della Pergola), Federico Zuccari (Palazzo Zuccari), il Giambologna (a palazzo Bellini delle Stelle), ecc.
Tuttavia della prima costruzione dei Sangallo nulla sembra restare oggi.

### Gli Ximenes d'Aragona

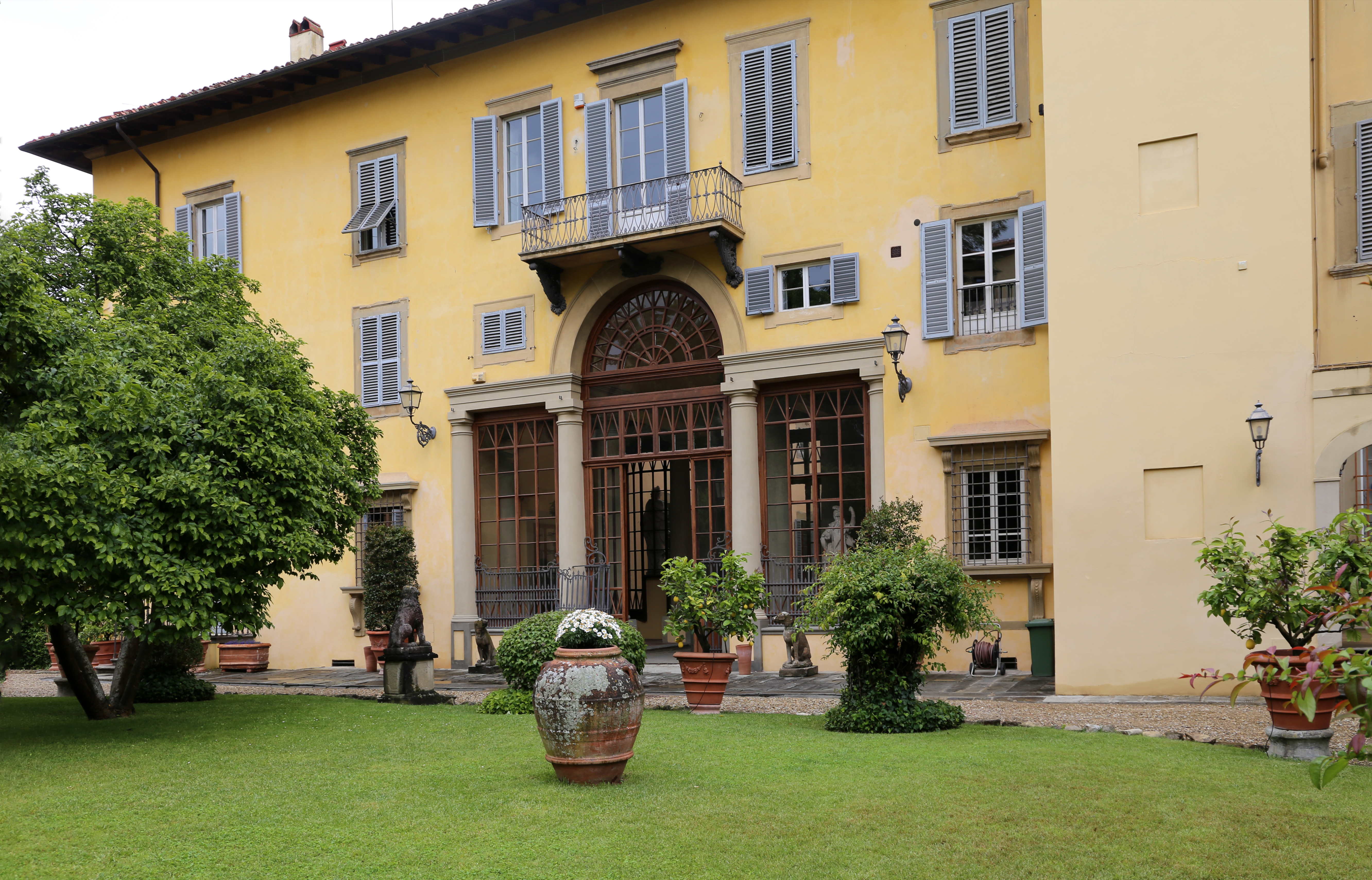
La facciata sul giardino

I loro discendenti continuarono ad abitare il palazzo ma la collezione venne via via dispersa per incuria, fino alla cessione del palazzo nel 1603 al portoghese Sebastiano Ximenes d'Aragona, la cui famiglia di origine ebraica aveva accumulato una cospicua fortuna con i commerci con le Americhe e si era trasferita a Firenze dalla seconda metà del Cinquecento. Sebastiano avviò ingenti investimenti nel Granducato di Toscana e ricevette in dono da Ferdinando I de' Medici il feudo di Saturnia con il titolo di marchese, oltre a diverse cariche pubbliche, come quella di senatore nel 1625. Sua moglie fu Caterina , figlia di Raffaello de' Medici, il marchese di Castellina appartenente a un ramo secondario della prestigiosa famiglia fiorentina.
In quel periodo vennero approntate modifiche al palazzo ad opera dell'architetto Gherardo Silvani, che ampliò l'edificio verso sud, con una nuova facciata, e la sistemazione del giardino all'italiana. Nel 1702 vennero ristrutturati alcuni ambienti interni, come l'atrio o il salone da ballo.
Poco dopo la metà del Settecento Ferdinando Ximenes ampliò l'edificio verso il giardino, con un nuovo corpo di fabbrica articolato attorno a un cortile rettangolare, con una loggetta con doppia serliana che mette in comunicazione col giardino. Probabilmente risale a quell'epoca anche una risistemazione del giardino, con aiuole rettangolari di forma allungata che culminavano, sul muro di cinta in asse con la fuga prospettica dell'ingresso, in una grande fontana a muro, secondo lo schema tradizionale dei giardini nobiliari fiorentini dell'epoca.
Nel 1775, con la prima ondata delle soppressioni leopoldine, gli Ximenes poterono acquistare il contiguo noviziato di San Salvatore, fondato nel 1632 dai Gesuiti di San Giovannino grazie al lascito del cavaliere Benedetto Biffoli, e che si sviluppava contiguo alla fabbrica dal lato nord (verso le mura).

### I Francesi
Nel 1796 il generale Napoleone Bonaparte visitava Firenze e la Toscana in cerca di presunte parentele che gli stavano molto a cuore. Entrò a Firenze accompagnato dal suo Stato Maggiore e da una scorta di dodici dragoni in alta uniforme. Dopo essersi alloggiato al Palazzo Ximenes presso il ministro francese Miot, ed aver passato la notte, il mattino successivo era in programma un pranzo a Palazzo Pitti, ospitato dal Granduca Ferdinando III di Toscana di Asburgo-Lorena. 
I due avevano in comune l'età di ventisette anni, ma caratteri e interessi di fondo opposti. Con una carrozza degna di un monarca Napoleone lasciò palazzo Ximenes accompagnato oltre che dalla scorta personale da cento soldati dello sparuto esercito toscano, anche se, forse su sua esplicita richiesta, prima del pranzo visitò la Galleria granducale, cioè gli Uffizi e, tramite il Corridoio vasariano, la Galleria Palatina di Palazzo Pitti, accompagnato dal direttore della collezione Tommaso Puccini. Le cronache ricordano come il futuro imperatore rimase colpito dalla Venere de' Medici, al punto di chiedere ironicamente al Puccini se lo Stato di Toscana avrebbe dichiarato guerra se "qualcuno" avesse pensato di trasferire a Parigi quel capolavoro. In effetti Napoleone aveva già messo gli occhi sulla statua che su un suo preciso ordine avrebbe preso la via per il Louvre dopo l'occupazione francese e la fondazione del Regno d'Etruria.
Durante il pranzo ciascuno cercò rimanere su un effimero livello di cordialità evitando il più possibnile di esprimere il proprio pensiero, mentre la sera Napoleone assistette a uno spettacolo teatrale, prima di tornare a palazzo Ximenes e ripartire il mattino dopo.
Ferdinando Ximenes, che era affetto da squilibri metali fin dalla nascita, durante uno dei suoi viaggi all'estero gli fu data in sposa per procura la sedicenne Charlotte de Lesteyre, figlia del gentiluomo di Camera Gian Carlo marchese di Saillant. La giovane era nipote da parte di madre del conte di Mirabeau, che gravato dai debiti di gioco, riuscì ad entrare con i Lesteyre nell'amministrazione dei beni del marchese Ximenes, grazie all'intermediazione di Giovanni Utis, medico personale di Ferdinando che era riuscito a far nominare suo fratello Antonio amministratore per conto dei francesi dell'intero patrimonio familiare degli Ximenes d'Aragona.
I legami tra i Lesteyre e i rivoluzionari permisero dal 1796 l'uso del palazzo come ambasciata francese. Il 30 giugno e 1º luglio 1796 l'ambasciatore Miot ospitò per due notti anche il generale Napoleone Bonaparte, che si trovava in Toscana per ricercare le parentele sanminiatesi con le quali voleva fondare le sue pretese di nobiltà. Con l'occupazione francese e la fuga del granduca, nel palazzo si insediò il Ministro Residente della Repubblica Francese, il cittadino Reinard.

### I Panciatichi
Con la morte di Ferdinando nel 1816 senza eredi, il palazzo e il giardino passarono a Bandino e Pietro Leopoldo Panciatichi, figli di sua sorella Vittoria e di Niccolò Panciatichi. I nuovi proprietari, che presero il cognome Panciatichi-Ximenes, arricchirono il palazzo facendolo ristrutturatre da Niccolò Matas tra il 1839 e il 1840, in particolare ingrandendolo e integrandolo verso il già acquistato noviziato di San Salvatore. Il giardino venne conservato nella forma all'italiana.
Tra il 1865 e il 1870, con la costruzione del quartiere della Mattonaia, il palazzo e il giardino vennero tagliati in due per l'apertura prolungare via del Mandorlo (via Giusti), distruggendo l'antico orto dei Gesuiti che si era fino ad allora conservato. Fu Marianna Panciatichi Ximenes, ultima discendente familiare e moglie di Alessandro Anafesto Paulucci delle Roncole, a far restaurare il palazzo, con un nuovo fronte a sud, e il giardino, secondo il gusto allora dominate del parco all'inglese, con un disegno che è sostanzialmente quello ancora oggi esistente.

### Ultimi proprietari
Con la morte di Marianna si estinse la famiglia e il palazzo passò, sempre per via femminile, ai Rabitti-San Giorgio, poi alla famiglia padovana Arrigoni Degli Oddi, con Oddina, ultima discendente, andata in sposa a Francesco Ruffo di Calabria, principe di Scilla. La loro figlia, Isabella Fabrizia, sposò l'imprenditore industriale e cavaliere del Lavoro Raffaele Becherucci.
Nel 1934 la proprietà conobbe un momento non particolarmente felice, quando una parte degli spazi verdi dal lato di via Giusti (già venduti dal conte di San Giorgio come area fabbricabile) furono sacrificati per la costruzione di un edificio con più appartamenti.
L'alluvione del 1966 causò gravi danni, con la distruzione di tutti gli arredi laccati veneziani che si trovavano al pian terreno. Dopo i primi importanti restauri nuovamente si è intervenuti negli anni novanta del Novecento e, con complessi lavori al piano nobile a allo scalone d'onore, nei periodi 2001-2002 e 2005-2007, ad opera dell'ingegnere Raffaele Becherucci, anche con l'obiettivo di adattare parte delle sale di rappresentanza ad ospitare manifestazioni di vario genere. Tali recenti attenzioni hanno consentito alla fabbrica di riacquistare magnificenza e decoro.
La proprietà appare nell'elenco redatto nel 1901 dalla Direzione Generale delle Antichità e Belle Arti, quale edificio monumentale da considerare patrimonio artistico nazionale.

## Descrizione

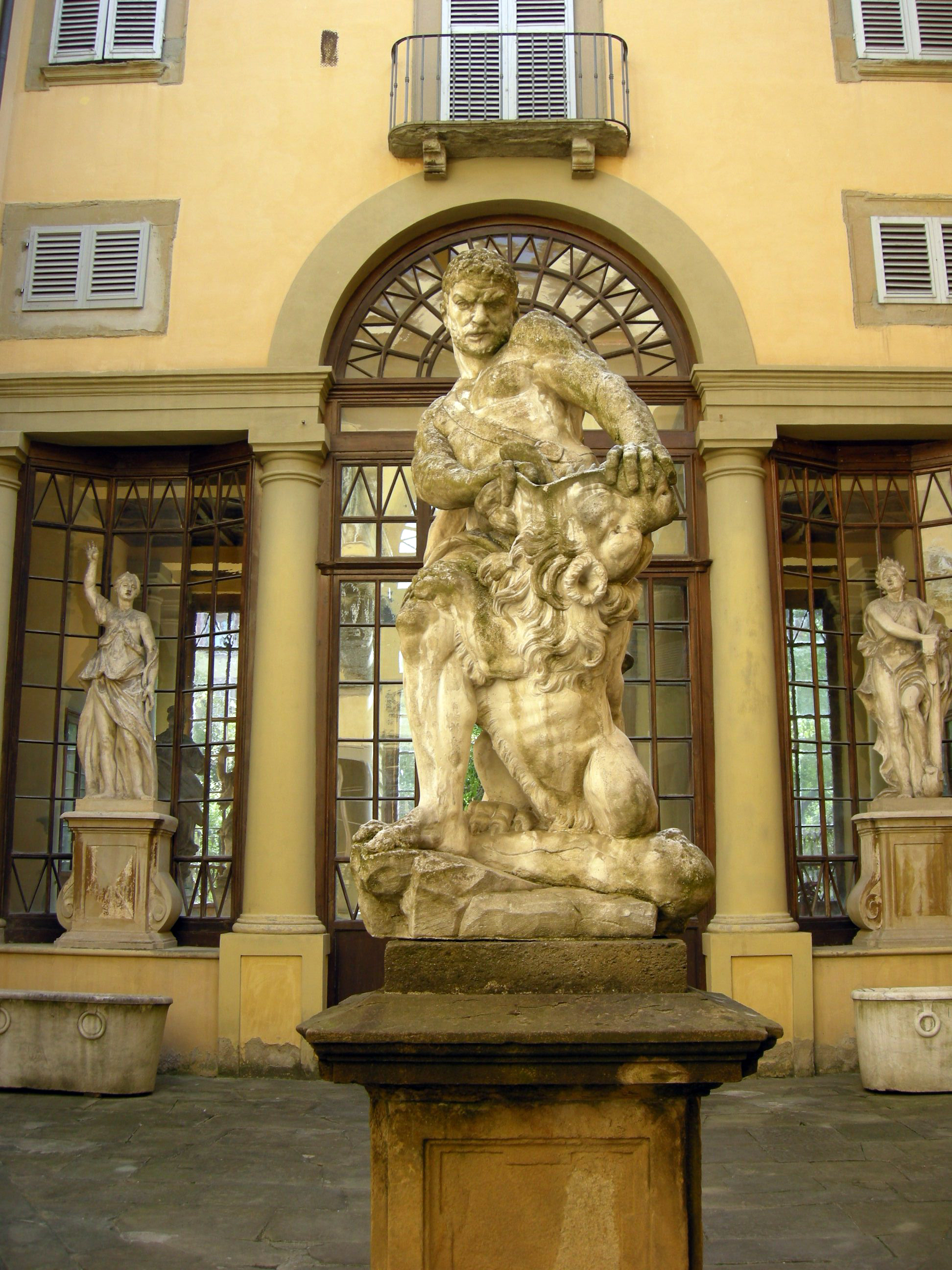
Il cortile con la statua di Ercole

La facciata, con due piani di grandiose proporzioni interrotti da altrettanti mezzanini per cinque assi complessivi, risale all'intervento seicentesco del Silvani. Un portale incorniciato dal bugnato in pietra serena è affiancato ai lati da due coppie di finestre inginocchiate con timpani spezzati, sopra le quali si trovano le semplici aperture a riquadro del mezzanino; al piano nobile si apre una terrazza (non poggiante sul portale, come in altri palazzi progettati dal Silvani), e quattro finestre con architrave sporgente, sottolineate da una cornice marcapiano all'altezza dei davanzali. Campeggia sopra la porta-finestra della terrazza un grande stemma degli Ximenes (di rosso, a due spade basse decussate d'argento guarnite d'oro, poste in mezzo a due colonne d'oro, ciascuna cimata da un giglio dello stesso). Peculiari sono le due grandi lanterne che pendono accanto al portale centrale.
Al piano terra dopo l'androne si trova un cortile decorato al centro un Ercole che lotta contro il leone, forse di Giovanni Baratta; ai lati si trovano un Apollo e una Diana. Sul lato est una loggia molto ampia separa il palazzo dal giardino. Sul giardino il palazzo presenta una sfarzosa apertura a serliana.
L'atrio fu decorato da due scale simmetriche nel 1702, dal complesso disegno curvilineo spezzato, e da un soffitto a cornici tipicamente rococò. Dai due portali laterali si accede agli scaloni per i piani superiori.
Al piano nobile si trovano alcuni ambienti di grande suggestione, come il vasto Salone da Ballo, decorato da stucchi e da grandi quadrature con affreschi di rovine. Vicina si trova una sala che dà sul cortile, con un soffitto affrescato con scene mitologiche. Per la presenza degli stemmi dei Panciatichi e Ximenes la decorazione di questa sala dovrebbe risalire alla prima metà dell'Ottocento, quando due componenti delle due famiglie si unirono in matrimonio. Vi si trovano alcune riproduzioni di dipinti come il famoso ritratto di Lucrezia Panciatichi di Agnolo Bronzino.

### Il giardino

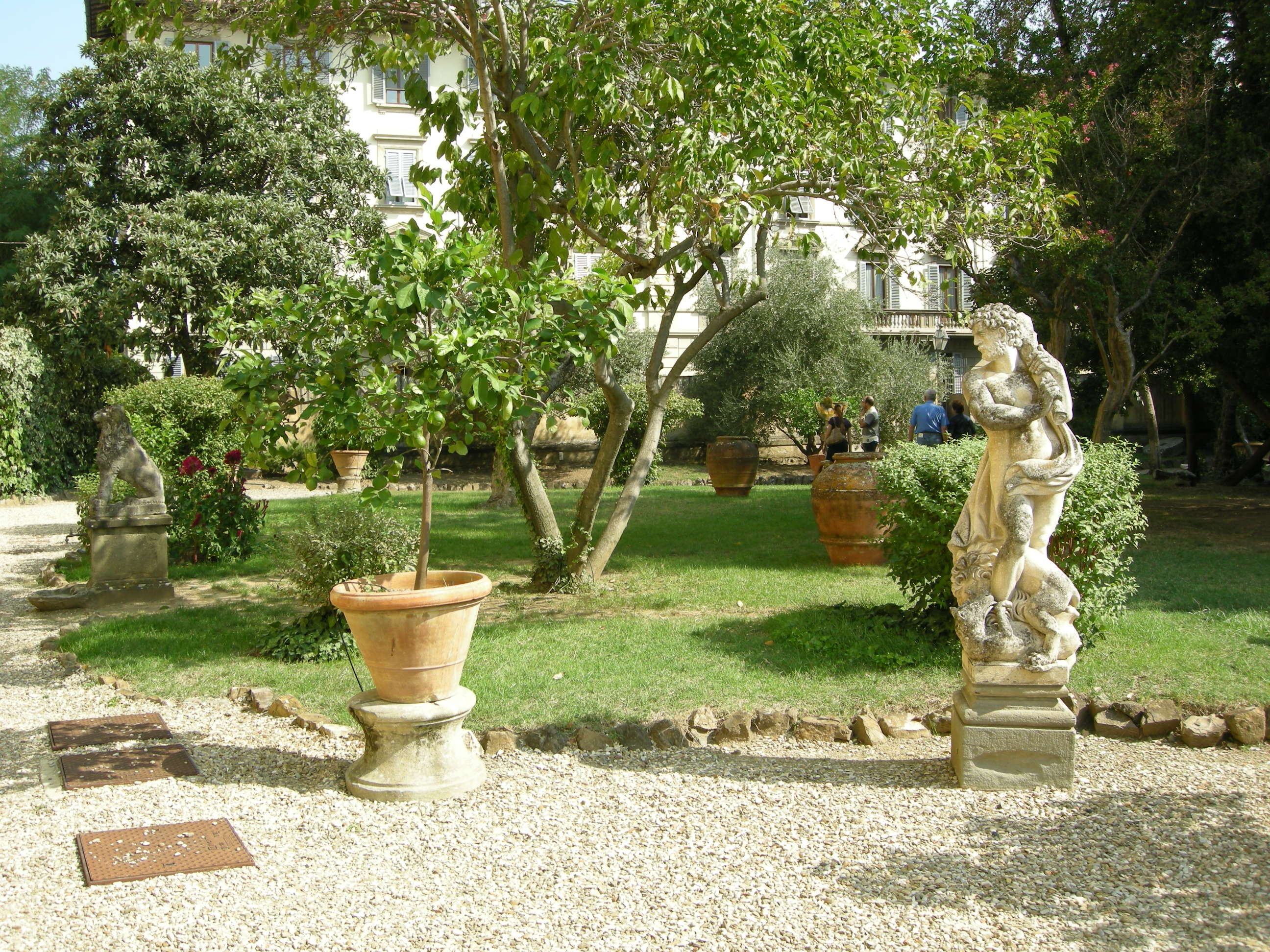
Il giardino

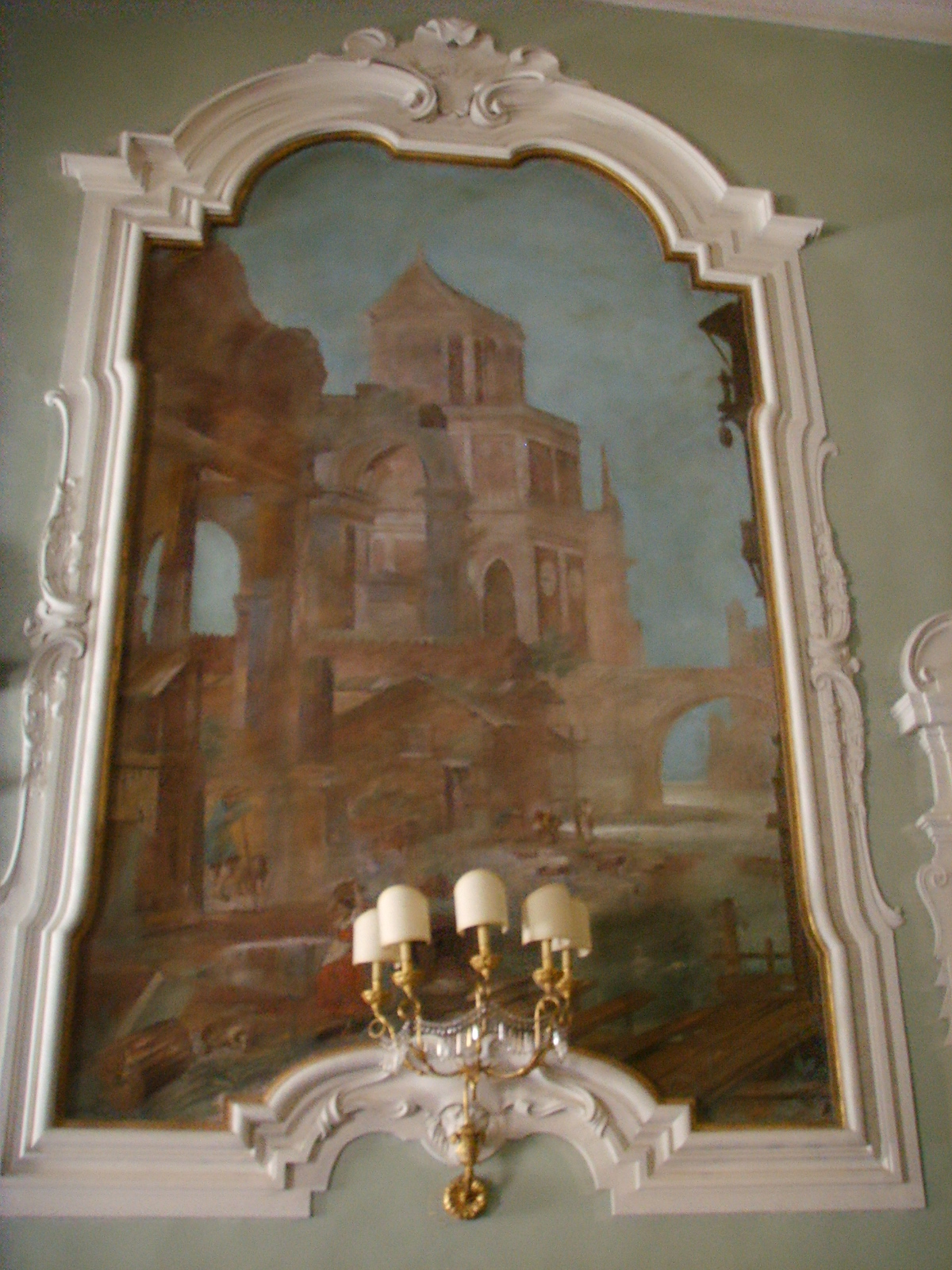
Affreschi con finte architetture nel salone

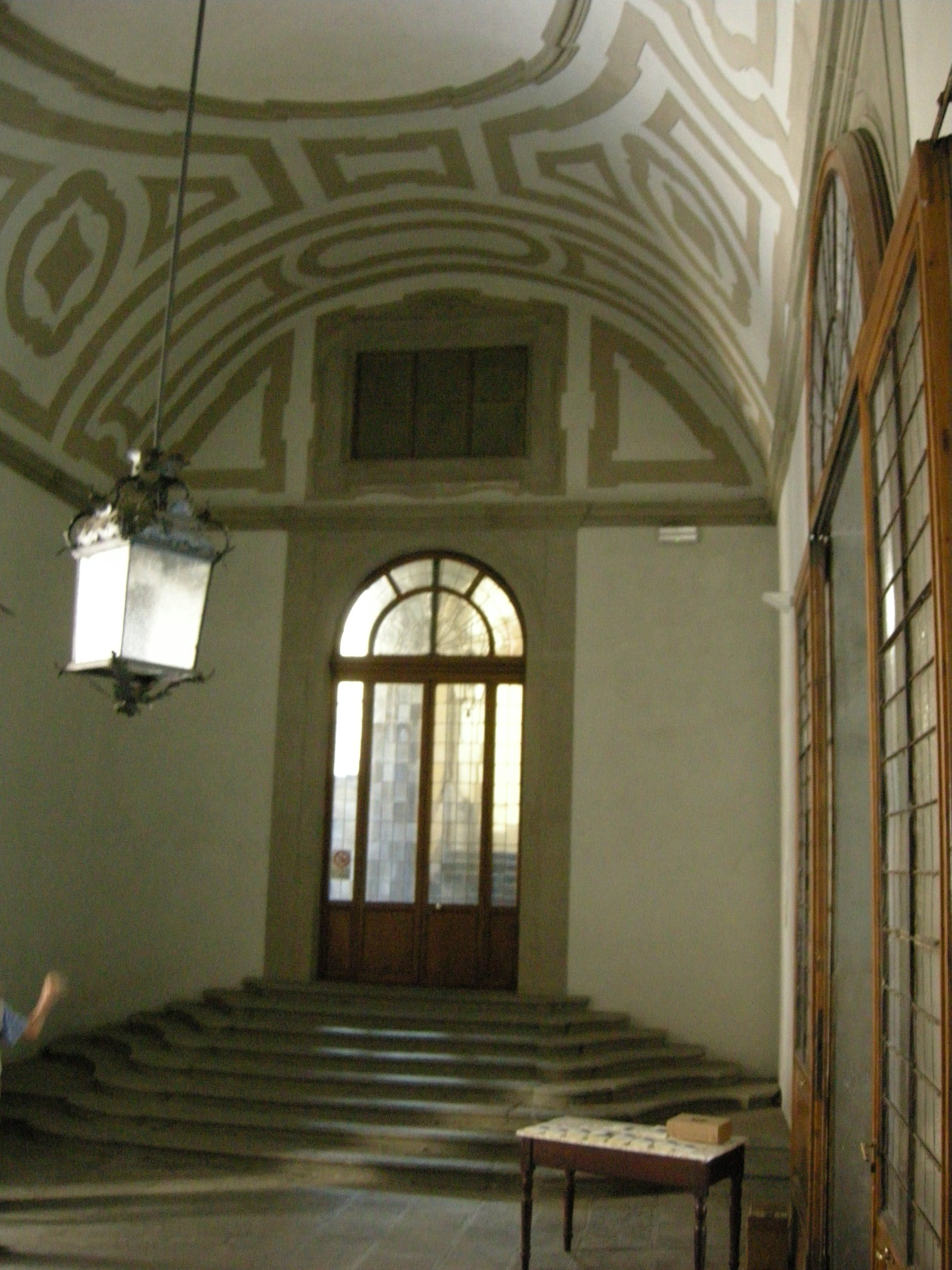
L'androne settecentesco

Il giardino ha tratti ottocenteschi "all'inglese", con una grande aiuola centrale attorno alla quale girano vialetti in ghiaia asimmetrici, che aprono vari scorci sul palazzo. In un'aiuola si trova una piccola meridiana solare.